# Ендогамія
Ендога́мія (від дав.-гр. ἔνδον — «усередині» + γάμος — «шлюб») — отримання нащадків внаслідок шлюбів чи схрещування між близькими генетично чи соціально індивідами. Поняття використовується в біології та соціології.
У біології та популяційній генетиці людини ендогамією називають шлюби та отримання потомства в межах близькоспорідненої групи (роду, племені чи родини), що заохочується соціальними нормами. Прикладом такої ендогамії є шлюби між братом і сестрою у єгипетських фараонів. Також ендогамія притаманна первісному стаду пітекантропів та праобщині неандертальців[джерело?].
У соціології ендогамією називають шлюби всередині однієї соціальної групи чи популяції. Чим більше ендогамних шлюбів, тим більше відокремленість популяції від інших популяцій.
Зокрема в сільській місцевості Херсонської області України рівень ендогамії серед мешканців одного району складає 10-40 % станом на 2011—2013 роки.
Протилежністю ендогамії є екзогамія.

## Соціальна динаміка
Урапмін, невелике плем'я в Папуа-Новій Гвінеї, практикує сувору ендогамію. Урмін також має систему споріднених класів, відомими як Tanum Miit. Оскільки заняття успадковуються ззаду, більшість урапмінів належать до всіх основних класів, створюючи велику плинність і мало роблячи для диференціації людей.
Невелика громада на Південно-Атлантичному острові Трістан да-Кунья, через їх географічну ізоляцію, майже ендогамічне суспільство. Існують випадки проблем зі здоров’ям, пов’язані з ендогамією на острові, включаючи глаукому та астму, як продемонстрували дослідження університету Торонто.